# Кассола, Фабио
Фа́био Кассо́ла (итал. Fabio Cassola; 17 октября 1938, Рим — 14 января 2016) — итальянский адвокат и энтомолог-любитель. Специализировался на жуках-скакунах. Президент Римской Энтомологической Ассоциации.

## Биография
Родился в Риме. Его отец Марио коллекционировал насекомых. Получил две научные степени в 1956 и 1960 годах. Последнюю — в области права. 
С 1963 года работал в офисе Национального института социального страхования в Риме. Кассола уделял много внимания сохранению природы и участвовал в создании отделения WWF в Италии, был его вице-президентом (1979—1996) и членом двух десятков научных обществ. 
Был одним из руководителей Римской Энтомологической Ассоциации (ARDE; в 1980—1995 годах он избирался Вице-президентом, а затем был Президентом) и Итальянского энтомологического общества (SEI; с 1996 по 2001 годы Фабио был членом правления). 
Автор более 200 публикаций, описал 180 новых для науки таксонов жуков-скакунов.
Скончался в Риме 14 января 2016 года от тяжёлой формы болезни Паркинсона.
Коллекция жуков Кассола была передана в римский зоологический музей (итал. Museo Civico di Zoologia).

## Память
В его честь назван ряд жуков-скакунов, в том числе род Cassolaia Wiesner, 1985, и ископаемые виды Palaeoiresina cassolai и Cylindera fabiocassola Wiesner, 1989.